# Вальс на потолке
«Вальс на потолке» (фр. La valse au plafond, 1905) — французский короткометражный художественный фильм Гастона Велля.

## Сюжет
На светском балу приглашенные отдаются удовольствиям танца. Пары кружатся под звуки увлекательного вальса, пожалуй, даже слишком увлекательного, ибо после первых же туров вальсирующие начинают выкидывать странные коленца. Вдруг, обезумев, они отталкиваются прыжком от пола и продолжают танцевать на потолке, вниз головами.
В этом странном положении они проявляют чудеса акробатики, спускаются на пол, и здесь их слишком бурный вальс привлекает внимание полисмена, который входит в салон. Начинается погоня сквозь створки дверей, стены, картины, которые открываются, чтобы пропустить беглецов, и закрываются снова. Полицейский остается один и сражается с вихрем нотных тетрадей, которые налетают на него со всех сторон.

## Художественные особенности
- «По мере того как метраж фильма растет, ленты с трюками уже не могут оставаться, как в Монтра, кинокопиями выступлений фокусника на театральной сцене. Трюк перестает быть самоцелью. Сценарий развивается и приобретает значение. Поэтому, собственно, фильм с трюками исчезает как жанр, сливаясь с феерией и комедией. Комические фильмы с трюками Веля проникнуты безумием и неистовством, которыми были отмечены и первые фильмы Зекка. Возможно, что Зекка выбирал для них сценарии и наблюдал за постановкой. Таков был «Вальс на потолке»…».[1].